# Алфер, Ральф Ашер
Ральф Ашер Алфер (англ. Ralph Asher Alpher; 3 февраля 1921, Вашингтон — 12 августа 2007, Остин) — американский физик, астроном и космолог, автор новаторской теории нуклеосинтеза Большого взрыва, предсказал фоновое реликтовое излучение космоса в микроволновом диапазоне.

## Биография

### Детство, юность
Ральф Ашер родился 3 февраля 1921 года в столице США, городе Вашингтон. Его отец был евреем, который эмигрировал из Витебска (бывшая Российская империя, современная Белоруссия) от еврейских погромов и работал строителем. В 15 лет Ральф окончил школу им. Теодора Рузвельта в Вашингтоне (англ. Theodore Roosevelt Senior High School), где занимался также в кадетской программе. Ральф работал в школьном театре два года режиссёром-постановщиком.
В 1938 году его мать, Роуз Мелисон умерла от рака желудка, а отец позже женился во второй раз.

### Карьера
В возрасте 16 лет ему предложили полную стипендию в Массачусетском технологическом институте (MIT), но после обязательного собеседования ему было окончательно отказано без разъяснений. Сам Ральф был уверен, что причиной служили антисемитские настроения в обществе. Позже ему было отказано в стипендии на химическом факультете Университета Джорджа Вашингтона (GWU), вероятно, по тем же причинам. Однако ему всё же удалось позже получить диплом бакалавра физики этого университета.
Изучив основы стенографии, с 1937 года Ральф Алфер начал работать ассистентом директора Американского геофизического союза.
Во время Второй мировой войны, в 1940 году был принят на работу в департамент по изучению земного магнетизма фонда Карнеги под руководством доктора Скотта Форбуша, выполнял исследования по размагничиванию судов по заказу военно-морского флота США. Ральф Ашер внёс значительный вклад в разработку взрывателей Mark 32 и Mark 45, торпед, систем управления корабельной артиллерией и других засекреченных проектов. За свой труд был награждён знаком отличия.
С 1944 по 1955 год Ральф Алфер проработал в Лаборатории прикладной физики (APL) Университета Джонса Хопкинса над разработкой баллистических ракет и систем наведения.

### Диссертация
В университете Ральф Алфер знакомится с Георгием Гамовым, известным советским перебежчиком, светилом науки, и выбирает его себе научным руководителем. Теоретические построения Гамова требовали математических вычислений, которые мог предоставить Ральф.
В 1948 году Ральф Алфер защитил докторскую диссертацию «К вопросу о происхождении и относительной распространённости элементов» (англ. On the Origin and Relative Abundance of the Elements) по теории нуклеосинтеза по захвату нейтронов и получил звание доктора физических наук. Поскольку диссертация была новаторской, более 300 человек приняли участие в её публичной защите, она освещалась в анимационных работах, в статьях и крупных газетах. Это было довольно необычно для докторской диссертации. Впервые его работа была издана 1 апреля 1948 года в авторстве Алфера, его научного руководителя Гамова и приглашённого ради красивого заголовка, Ганса Бете — αβγ-статья.
Начиная с 1948 года, в свободное от основной работы время, в этой же лаборатории он сотрудничает с доктором Робертом Германом (англ. Robert Herman) над теоретическим обоснованием фонового реликтового излучения космоса в микроволновом диапазоне. Эта его работа была забыта до начала 1960-х годов, пока другие учёные Роберт Дикке и Яков Зельдович не опубликовали собственные расчёты.
В 1964 году Пензиасом и Робертом Уилсоном на радиотелескопе лаборатории Белла было открыто реликтовое излучение, измерена его температура. За это они получили нобелевские премии по физике 1978 года.

### Более поздняя карьера
В 1955 году Ральф Алфер перешёл в научно-исследовательский центр Дженерал Электрик, занимался проблемами вхождения космических аппаратов в атмосферу Земли. Также не прерывал связей с Робертом Германом, который в то время перешёл в исследовательскую лабораторию Дженерал Моторс, продолжал разработку космологических проблем.
В 1986 году Ральфа Ашера Алфера приняли в Американскую академию искусств и наук.
С 1987 по 2004 год работал профессором физики и астрономии в Юнион-колледже в Скенектади, одновременно занимая должность директора обсерватории Дадли.
В 2001 году Алфер и Герман в издательстве Оксфордского университета издали свою совместную итоговую работу по космологии — «Генезис Большого взрыва».
С 2004 года и до самой смерти занимал должность заслуженного директора обсерватории и заслуженного профессора в Юнион-колледже Скенектади, где получил звание почётного доктора наук по физике и астрономии.
В феврале 2007 года Ральф упал и сломал бедро, после продолжительной болезни он скончался 12 августа 2007 года в городе Остин, Техас.

## Общественная деятельность
Ральф Ашер жил достаточно активной общественной жизнью. Принимал активное участие в местном скаутском движении, развивавая скаутское теле- (WMHT-TV) и радиовещание (WMHT-FM) на территории городов Олбани и Скенектади.

## Награды и знаки отличия
- 10 декабря 1945 года — награда за развитие военно-морского флота США (англ. Naval Ordnance Development Award).
- 1975 — Премия Магеллана Американского философского общества.
- Медаль Георга Вандерлиндена от Бельгийской академии наук.
- 1993 — Медаль Генри Дрейпера Национальной академии наук США[13].
- 2005 — Национальная медаль науки. Получена посмертно в 2007 году сыном Виктором, потому что отец не смог явиться на награждение к президенту Джорджу Бушу из-за своей болезни. В номинации важную роль сыграл американский астроном Нил Деграсс Тайсон.
- Знаки отличия Нью-Йоркской академии наук и Института Франклина в Филадельфии.

На основе теоретических построений Ральфа Алфера дважды были получены нобелевские премии, в 1978 (Пензиасом, Уилсоном), в 2006 (Мазером и Смутом).

## Мировоззрение

### Наука
В 1980 году в беседе со своим сыном Виктором во время выбора направления высшего образования Ральф Алфер отметил, что признание для него никогда не было решающим моментом при принятии решений выбора карьеры, аспирантуры: 
Ты должен наслаждаться и получать удовольствие от работы, которую делаешь каждый день, потому что ты не будешь получать часто ни наград, ни одобрительных похлопываний по спине.

В интервью журналу «Discover» 1999 года Ральф Алфер так определил первопричины, которые толкают людей заниматься наукой: 
Есть две причины, почему вы занимаетесь наукой. Первая из них, это альтруистическое чувство, что возможно вы сможете сделать свой вклад в сокровищницу знаний человечества о мире. Другая, более личная, определяет вашу потребность получить признание среди вашего окружения. Чётко и просто.

### Религия
Несмотря на то, что Ральф родился в иудейской семье, себя он признавал агностиком и гуманистом. После своей размолвки с раввином реформистской синагоги города Сенектеди, в 1950-1960-х годах сблизился с другими еврейскими семьями унитаристов. С 2004 года, пряча[уточнить] жену Луизу, Ральф Алфер старался как можно точнее придерживаться иудейских традиционных обрядов и требовал того же самого от своего сына для себя.

## Семья
Был женат на Луизе Эллен Симмонс. Она работала секретаршей в Государственном департаменте, хотя по специальности была психологом. Пара поженилась в начале 1942 года.
Имел двоих детей: сына Виктора и дочь Гарриет, которая вышла замуж за еврея-фундаменталиста, с которым познакомилась в колледже.